# Vincenzo Vela
Vincenzo Vela, född den 3 maj 1820 i Ligornetto, kantonen Ticino, död där den 3 oktober 1891, var en schweizisk skulptör.
Vela var lärjunge till Cacciatori i Milano, reste 1847 till Rom och deltog 1848 i fälttåget i Lombardiet, varefter han slog sig ned i Turin. Ett av hans första arbeten var Spartacus (1848). Därpå följde Harmoni i tårar (för Donizettis grav), grupperna Frankrike och Italien (1862, i Grand Trianon) samt Columbus och Amerika, Den döende Napoleon, sittande staty (1866, i Versailles), staty av Viktor Emanuel I (i Turins rådhus), av filosofen Rosmini och statsmannen Manin, Desolazione (det sörjande Italien) och Vilhelm Tell (bägge i Lugano), Våren samt Correggio (i Correggio, avtäckt 1880).